# Liste des monuments historiques protégés en 1853
Cet article recense les monuments historiques français classés en 1853.

## Protections
| Édifice              | Commune      | Département | Région        | Protection | Base Mérimée                         | Coordonnées                      | Image |
| -------------------- | ------------ | ----------- | ------------- | ---------- | ------------------------------------ | -------------------------------- | ----- |
| Église Saint-Étienne | Mareil-Marly | Yvelines    | Île-de-France | classé     | « PA00087521 », notice no PA00087521 | 48° 52′ 51″ nord, 2° 04′ 36″ est |       |